# Ömer Kanca
Ömer Ertan Kanca (* 24. Dezember 1989 in München) ist ein türkischer Fußballspieler. Von 2009 bis 2012 stand der Stürmer beim Drittligisten SpVgg Unterhaching unter Vertrag.

## Karriere
Kanca begann seine Karriere beim SV Lohhof und spielte ab 2003 in der Jugend der SpVgg Unterhaching. In der Saison 2007/08 kam er zu seinen ersten Einsätzen für die zweite Mannschaft der SpVgg in der damals viertklassigen Bayernliga. Außerdem stieg der Stürmer mit der A-Jugend in die Bundesliga auf und beteiligte sich mit  37 Treffern am Erfolg. In der Folgesaison gehörte Kanca fest zum Kader von Unterhaching II und lief 19-mal in der Regionalliga Süd auf, wobei er ein Tor erzielte. Während der Saison 2009/10 wurde Kanca in die erste Mannschaft befördert und am 5. Spieltag erstmals in der 3. Liga eingesetzt, als er gegen den VfL Osnabrück in der Schlussminute eingewechselt wurde. Sein erstes Tor in einer Profiliga erzielte der Stürmer am 10. Spieltag bei der 1:3-Niederlage beim SV Werder Bremen II.
Nachdem Kanca im Spieljahr 2010/11 unter Trainer Klaus Augenthaler kaum zum Einsatz gekommen war, setzte Hachings neuer Coach Heiko Herrlich in der folgenden Spielzeit wieder stärker auf ihn: In der Saison 2011/12 lief Kanca 26-mal für Unterhaching auf, meist auf den Außenbahnen oder auch als Hängende Spitze. Im Sommer 2012 wurde sein auslaufender Vertrag bei der Spielvereinigung nicht verlängert. Insgesamt bestritt Kanca 46 Drittliga-Spiele für die Spielvereinigung Unterhaching und erzielte dabei vier Tore.
Nach längerer Zeit ohne Verein schloss sich Kanca im April 2014 dem Verein Türkgücü München an. Im Sommer 2015 verpflichtete ihn der Bayernligist FC Pipinsried als Spielertrainer. Nach acht Spieltagen beendete die Vereinsführung allerdings das Engagement. und Kanca wechselte als Spieler zum Ligakonkurrenten SV Pullach. Im Winter 2016/17 wechselte Kanca zum Abstiegsbedrohten SC Oberweikertshofen in die Landesliga Südwest und schaffte mit seiner Mannschaft den Klassenerhalt.
Im Sommer 2019 beendet Kanca seine aktive Karriere als Fußballspieler und agiert aktuell als Scout und Trainer. 